# Маячнинский сельсовет
Маячни́нский сельсове́т — сельское поселение в Икрянинском районе Астраханской области Российской Федерации.
Административный центр — село Маячное.

## История
6 августа 2004 года в соответствии с Законом Астраханской области № 43/2004-ОЗ сельсовет наделен статусом сельского поселения.
26 июля 2013 года в соответствии с Законом Астраханской области № 38/2013-ОЗ упразднён посёлок Долгий Маячнинского сельсовета.

## Население
| 2006  | 2010  | 2012  | 2013  | 2014  | 2015  | 2016  |
| ----- | ----- | ----- | ----- | ----- | ----- | ----- |
| 1596  | ↗1699 | ↘1696 | ↗1702 | ↘1700 | ↘1685 | ↗1686 |
| 2017  | 2018  | 2019  | 2020  | 2021  |       |       |
| ↘1678 | ↘1644 | ↗1657 | ↘1645 | ↗1693 |       |       |

## Состав сельского поселения
В состав сельского поселения входят 3 населённых пункта:
| № | Населённый пункт | Тип населённого пункта       | Население |
| - | ---------------- | ---------------------------- | --------- |
| 1 | Бекетовка        | село                         | ↘393      |
| 2 | Маячное          | село, административный центр | ↗845      |
| 3 | Ямное            | село                         | ↘461      |